# Barra dos Coqueiros
Barra dos Coqueiros é um município brasileiro do estado de Sergipe, localizado na Região Metropolitana de Aracaju. Geograficamente, é conhecida por se constituir na península de Santa Luzia. Após ligar-se à capital sergipana pela ponte Aracaju - Barra dos Coqueiros, houve o processo de conurbação. Tal fato passou a atrair grande especulação imobiliária dado não só por causa do facilitado acesso mas também com advento de grande infraestrutura e grandes investimentos privados. Ademais, se localiza a 3 km do centro de Aracaju. Desse modo, as projeções para os próximos anos são dadas pelo aumento exponencial de sua população, tal como foi comparativamente averiguada a duplicação de seus habitantes com a divulgação do novo censo pelo IBGE em 2010.

## História
Foi fundada em 25 de novembro de 1953. Elevado à categoria de Município, a Barra dos Coqueiros iniciou sua vida política-administrativa, através da indicação dos primeiros prefeitos pelo regime militar, depois eleição direta, vários prefeitos e vereadores passaram pelo poder até a presente data.
Durante a segunda metade do século XVI, a costa sergipana era frequentada pelos traficantes normandos do pau-brasil. Era a barra do rio Sergipe (barra do Cotinguiba, como então era chamado) o ponto preferido por esses aventureiros. Portugal pôs fim à pirataria através da conquista das terras intermediárias. entre Bahia e Pernambuco, realizada por Cristóvão de Barros. Segundo alguns historiadores, o atual Município teria abrigado, nos primeiros anos de sua fundação, a sede do Governo da Capitania de Sergipe-del-Rei - São Cristóvão -, fundada por Cristóvão de Barros em 1589, na costa ocidental da ilha dos Coqueiros, à margem esquerda do rio Sergipe e próximo de sua foz, local que corresponde, hoje, ao da Cidade de Barra dos Coqueiros. Era, então, povoado ou, talvez, apenas cidadela. A 10 de maio de 1875, por fôrça da Resolução n.° 1028, a antiga Capela de Nossa Senhora dos Mares da Barra dos Coqueiros foi elevada à categoria de freguesia (nunca provida eclesiasticamente). A Lei estadual n.° 525-A, de 25 de novembro de 1953, criou o Município, desmembrado do de Aracaju, compreendendo apenas a ilha de Coqueiros. É constituído de um único distrito, que é termo da Comarca de Aracaju.

## Geografia
A cidade de Barra dos Coqueiros fica à margem esquerda do rio Sergipe, bem defronte à cidade de Aracaju, da qual dista menos de um quilômetro. Altitude sobre o nível marítimo: 5 metros. O clima do Município é úmido e quente. A temperatura média oscila entre 30 e 20° C. O período chuvoso estende-se de abril a junho. Localiza-se na zona fisiográfica do litoral do Estado de Sergipe. O Município estende-se em direção SE-NO, ao longo do litoral atlântico. Vários rios descrevem-lhe a fronteira com os Municípios vizinhos: o Sergipe (navegável), com o de Aracaju, a leste; o Pomonga e o canal do mesmo nome, na direção SE-NO, com o de Santo Amaro das Brotas; e o Japaratuba, ao norte, com o do mesmo nome. A superfície municipal é de 86 km². O Município liga-se por via fluvial com o de Aracaju (10 minutos) e Santo Amaro das Brotas (2 horas e 20 minutos). Por via mista, fluvial até Aracaju (10 minutos) e daí, por rodovia - BR-11, SE-2 e SE-4 - (2 horas e 40 minutos) ou ferrovia - VFF Leste Brasileiro - (3 horas), alcança-se o de Japaratuba. Em Barra dos Coqueiros havia, em 1960, 4 577 habitantes, segundo dados preliminares do último Censo Demográfico. A população urbana de 2 551 pessoas refere-se à cidade, única aglomeração deste tipo existente. Foram contados 982 domicílios. Densidade demográfica: 53 habitantes por quilômetro quadrado.

## Política
O atual prefeito de Barra dos Coqueiros é Airton Sampaio Martins, filiado ao PSD. Ele assumiu o cargo em 2025, após vencer as eleições municipais de 2024. O poder legislativo é exercido pela câmara municipal, composta atualmente por onze vereadores.
Gentílico: barra-coqueirense ou barrense Distrito criado com a denominação de Barra dos Coqueiros, pela lei municipal nº 84, de 27-01- 1903, subordinado ao município de Aracaju. Em divisão administrativa referente ao ano de 1911, o distrito figura no município de Aracaju. Assim permanecendo em divisão territorial datada de 1-VII-1950. Elevado à categoria de município com a denominação de Barra dos Coqueiros ex-povoado, pela lei estadual nº 525-A, de 25-11-1953, desmembrado de Aracaju. Sede no atual distrito de Barra dos Coqueiros ex-povoado. Constituído do distrito sede. Instalado em 31-01-1955. Em divisão territorial datada de 1-VII-1960, o município é constituído do distrito sede. Assim permanecendo em divisão territorial datada de 2007

## Economia

### Terminal Marítimo Inácio Barbosa.
É nesse município que se localiza o mais importante porto de Sergipe: o Terminal Marítimo Inácio Barbosa. De lá, saem produtos comercializados por vias marítimas para o restante do país e para o exterior. Além disso, economicamente, possui uma das maiores rendas de Sergipe, pois é nesse município que a Petrobras opera, trazendo royalties para a administração local.
O TMIB é um terminal offshore, seu cais de acostagem situa-se a 2.400 m da linha da costa e é abrigado por um quebra-mar artificial de 550 m. Atualmente, passa por processo de revitalização e ampliação de sua capacidade.
O porto opera cargas gerais como madeira, coque, ureia, trigo, fertilizantes e sucos naturais. É ainda utilizado, pela Petrobras, para apoio às atividades de exploração e produção de petróleo na costa de Sergipe.
Sua jurisdição compreende a costa do estado de Sergipe, desde a extremidade norte da foz do rio Sergipe até a divisa com o estado de Alagoas e a margem sergipana do trecho navegável do rio São Francisco.
Possui capacidade de armazenagem para 55 mil toneladas, distribuídas em nove armazéns e dois silos de cimento com altura de 63 metros e capacidade de 17.500 toneladas cada um. O terminal está ligado à malha rodoviária federal (BR-101) através da rodovia estadual SE-226, com 22 quilômetros de extensão.
A abundância de peixes (atum e cavala, principalmente) e crustáceos, no litoral atlântico e nos rios, estimula a pesca, que é feita rotineiramente. O sal marinho constitui a única riqueza mineral, explorada por duas salinas situadas à margem do rio Pomonga. Em 1960, a pesca não colonizada, feita por 72 pescadores, rendeu 7,9 toneladas, no valor de meio milhão de cruzeiros.

### Zona de Processamento de Exportação.
No final de 2010 foi assinado decreto pelo Ex presidente Lula implementando uma Zona de Processamento de Exportação (ZPE) no município de Barra dos Coqueiros.
As ZPEs correspondem a distritos industriais onde se instalam empresas com produção voltada para a exportação. Os empreendimentos que integram essas zonas têm como principal vantagem o direito a diversos incentivos tributários e cambiais, além de procedimentos aduaneiros simplificados. Empresas localizadas em ZPEs operam com suspensão de todos os tributos federais e liberdade cambial, ou seja, não são obrigadas a converter em reais as divisas obtidas nas exportações.
A ZPE da Barra dos Coqueiros será bastante privilegiada em função da sua localização. Ela ficará vizinha ao Porto de Sergipe, que é um elemento fundamental para a viabilização de exportações. Além disso, está a apenas 22 km da BR-101, por onde a produção também pode ser escoada. Também será estrategicamente localizada com relação à região Nordeste, pois vai ficar bem próxima a estados como Bahia e Pernambuco.
Portanto, tal realização significa que será efetivamente criado um distrito industrial que fortalecerá a economia local. Para o secretário de Estado do Desenvolvimento Econômico, Jorge Santana, a ZPE representa uma nova era para a economia sergipana. “Naquele espaço geográfico irão se instalar, futuramente, indústrias exportadoras. Isso significa que, além de gerarem emprego e renda, elas vão contribuir para inverter a situação da nossa balança comercial. Hoje, importamos mais que exportamos, então, ao criar um distrito industrial voltado para a exportação, estaremos trabalhando para transformar Sergipe num estado cuja balança comercial se tornará superavitária”, explicou o secretário.

## Estrutura urbana

### Transportes

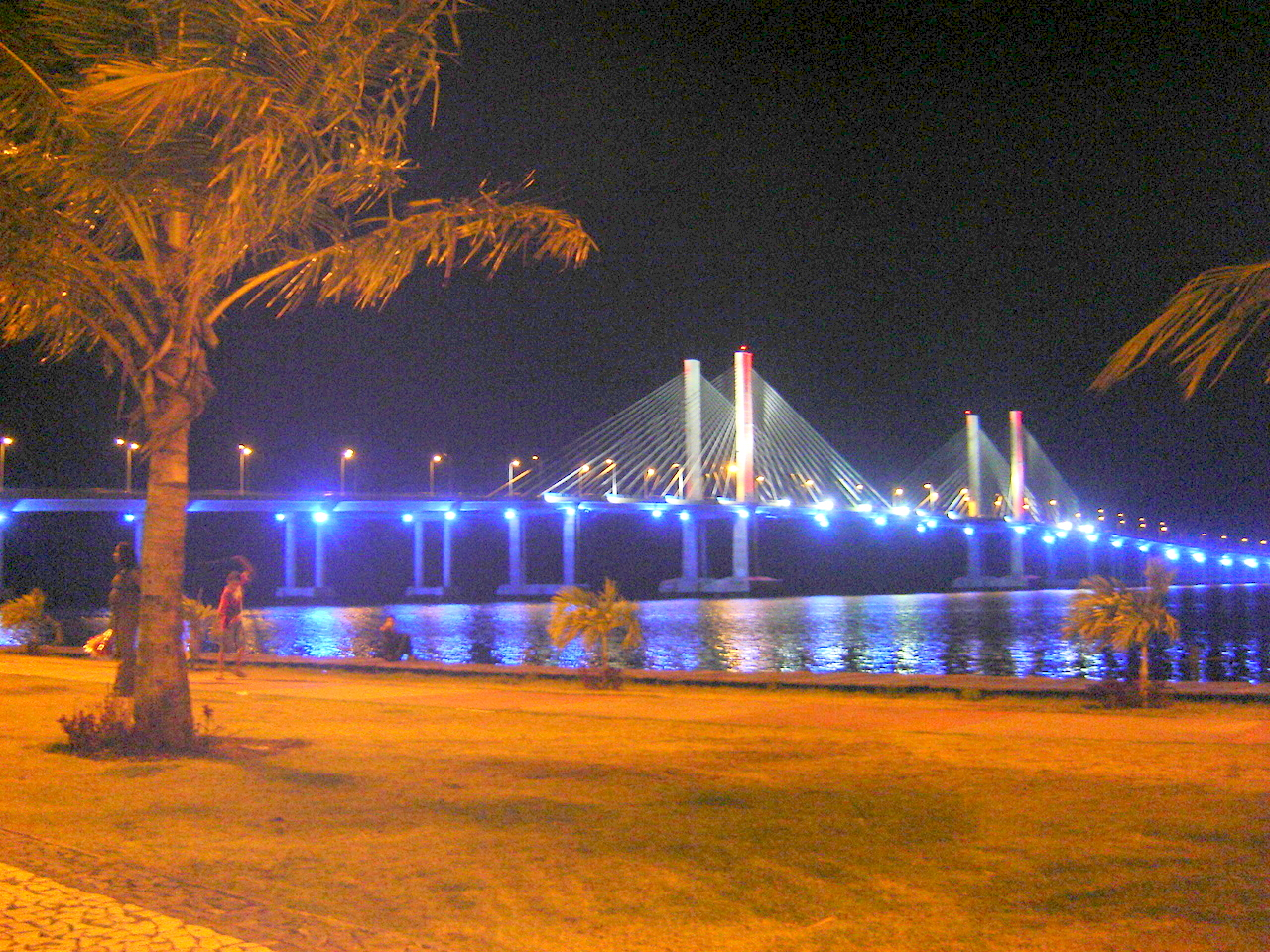
Ponte Aracaju-Barra dos Coqueiros à noite

A Ponte Aracaju-Barra dos Coqueiros, tendo como nome oficial Ponte Construtor João Alves, liga a capital Aracaju ao município de Barra dos Coqueiros, cidades do litoral de Sergipe. Aracaju encontra-se separada de sua vizinha Barra dos Coqueiros pelo Rio Sergipe. Sua inauguração aconteceu em 24 de setembro de 2006. Seu propósito criar uma via de ligação rodoviária entre Aracaju e o porto do Estado de Sergipe, à beira do oceano Atlântico, dentro do Município da Barra dos Coqueiros e as praias do litoral norte. Com a obra, o litoral norte do Estado, que vai da foz do Rio Sergipe, até à foz do Rio São Francisco ficou mais acessível ao turismo em Aracaju.
O projeto original foi bastante arrojado para os padrões locais. Essa seria a segunda maior ponte urbana do país, sendo a maior do Nordeste. A obra empregou quase mil operários durante sua construção e chama a atenção das pessoas à margem do rio Sergipe, podendo ser vista desde o centro da cidade até a foz do rio, à beira do oceano.

## Bairros
- Centro
- Atalaia Nova
- Antônio Pedro
- Espaço Tropical
- Marivan
- Moisés Gomes
- Olimar
- Praia Costa
- Prisco Viana
- Recanto Andorinhas
- Serigy
- Beira Rio
- Hildete Falcão Batista
- Costa Paradiso
- Brisas da Atalaia
- Paraíso da Barra
- Luar da Barra
- São Benedito
- Bairro Baixo
- Caminho da Praia
- Suzana Azevedo
- Alphaville
- Entres outros bairros que não foram atualizados pelo Satélite Google Maps.

## Povoados & Zona Rural
- Canal de São Sebastião
- Touro
- Jatobá
- Capuã
- Olhos d'Água

## Comunicações

### Rádio
Barra dos Coqueiros conta atualmente com duas emissoras de rádio, uma comercial e uma comunitária. A primeira é Rádio Rio FM 102,3 MHz, (Antiga Rádio Ilha FM) pertence a Rede Rio FM, apesar dos seus transmissores serem localizados no município, sua programação é produzida através do Estúdio em Aracaju capital sergipana.
A segunda é uma emissora comunitária, Rádio Barra FM 87,9 MHz, pertencente ao Centro Comunitário Sócio Cultural de Barra dos Coqueiros.

### Televisão
Em 2006 foi outorgado para a cidade de Barra dos Coqueiros, o canal 15 UHF analógico, classificado como geradora educativa. A concessão pertence à Fundação Brasil Ecoar, responsável pela TV Baiana de Salvador e pela Liberdade FM de Aracaju. Com o início das operação em 2019, o canal passou a ser chamado de TV Liberdade, a época filiada a Rede Genesis.
Com o fim das transmissões da TV analógica, o canal passou a ser o 14 UHF digital. Atualmente o canal virtual é o 7.1 e o nome da emissora mudou para TVC, filiada à TV Cultura. E aí há uma polêmica, a TV Cultura disse em um comunicado a um usuário do HT Fórum que a TVC não está autorizada a ser sua filiada aqui no estado.

### Web Rádio
Atualmente o município possui duas emissoras de web rádio: Cidade Barra e Atalaia Nova FM. Ambas operam no município na modalidade online.
A Cidade Barra surgiu em meados de 2020. Ela transmite sua programação via website oficial e também em horário comercial através de um sistema de som em alguns pontos de Barra dos Coqueiros. Seu programa carro chefe é o Conexão Cidade.
A Atalaia Nova FM surgiu no ano de 2023. Sua programação é transmitida através de seu site oficial. O projeto surgiu a partir de uma página de notícias no Instagram, o @atalaianovafm. Ela possui programação 24h e seu programa de destaque é o Tribuna da Ilha que comenta as notícias e fatos do dia do município, do estado e do país.

## Esporte
O projeto de um centro de treinamento para a Copa de 2014 pretendia reafirmar a candidatura de Sergipe como uma das sub-sedes da Copa do Mundo. Ele vinha acompanhando com a demanda de uma parceria que o Governo do Estado teria de fazer com o Dioro Hotel Ilha de Santa Luzia, na Barra dos Coqueiros. Teria por objetivo oferecer as condições de hospedagem de seleções que viriam para a Copa do Mundo de 2014 em Aracaju.